# Liste der Schriften von Günther Glaser (Historiker)
Die Liste der Schriften von Günther Glaser (Historiker) ist ein Verzeichnis, geordnet nach Zweckbestimmung und Entstehungszeit, gestützt auf mehrere Quellen:
- (DNB) = Schriften von Günther Glaser im Katalog der Deutschen Nationalbibliothek
- (BArch) = Bundesarchiv, Literatur Günther Glaser[1]
- (SLUB) =  Schriften von Günther Glaser im Katalog der Sächsische Landesbibliothek — Staats- und Universitätsbibliothek (SLUB) Dresden.
- (SÄBI) =Schriften von Günther Glaser in der Sächsischen Bibliografie – SAXORUM Sächsische Landeskunde digital.
- Schriftenreihe DSS-Arbeitspapiere, Heft 100[2] und 115.[3]

## Publikationen zur Sicherheitspolitik in der DDR

### Beiträge zur demokratischen Revolution in der DDR (2004–2015)
- Die Dresdener Studiengemeinschaft Sicherheitspolitik war auch für meine wissenschaftliche Arbeit von großer Bedeutung. In: Für Entmilitarisierung der Sicherheit. 25 Jahre Dresdener Studiengemeinschaft Sicherheitspolitik e. V. Ein Resümee. (Hrsg.) Dresdener Studiengemeinschaft Sicherheitspolitik e. V.: DSS-Arbeitspapiere, Heft 115, Dresden 2015, S. 117–118. urn:nbn:de:bsz:14-qucosa2-321465
- (BArch) (DNB) (SLUB) „…mit der Gegenseite verbrüdern.“ NVA-Angehörige im „stürmischen Herbst“ der DDR (September-November 1989). In: (Hrsg.) Herbert Mayer, Helle Panke: Reihe Hefte zur DDR-Geschichte, Nr. 111, Berlin 2007, 39 S.
- Neues Denken und Handeln in der NVA in der Umbruchphase der DDR (22. September – 17./18. November 1989). In: (Hrsg.) Bundeszentrale für politische Bildung: Deutschland Archiv, Heft 5, Bonn 2006.
- (BArch) (DNB) (SLUB) „… auf die 'andere' Seite übergehen.“ NVA-Angehörige in Krise und revolutionärem Umbruch der DDR. Studie mit Dokumenten (22. September–17./18. November 1989). In: Beilage zum Jahrbuch für Forschungen zur Geschichte der Arbeiterbewegung, Heft 3, Edition Bodoni, Berlin 2005, 64 S.
- Spezielle Feindproblematik von Armeeangehörigen der DDR im Spiegel militärsoziologischer und anderer Untersuchungen. In: Militär, Staat und Gesellschaft in der DDR. Forschungsfelder, Ergebnisse, Perspektiven. (Hrsg.) Im Auftrag des Militärgeschichtlichen Forschungsamtes, hg. von Hans Ehlert und Matthias Rogg, o. O. 2004.

### Beiträge zur Sicherheitspolitik der DDR und zur NVA (1997–2011)
- (SLUB) Diskussionsbeitrag. In: Grenzschutz und Grenzregime an der deutsch-deutschen Grenze. Standpunkte zu einer andauernden Kontroverse. In: (Hrsg.) Dresdener Studiengemeinschaft Sicherheitspolitik e. V.: DSS-Arbeitspapiere, Heft 103, Dresden 2011, ISSN 1436-6010, S. 103–105. urn:nbn:de:bsz:14-qucosa2-324936
- (SLUB) Gedanken zum Kolloquium. Eingereichter Beitrag zum Kolloquium am 10. Januar 2009 im Rathaus Dresden. In: Militärakademie „Friedrich Engels“. Historisch-kritische Nachbetrachtung zum 50. Jahrestag ihrer Gründung. (Hrsg.) Dresdener Studiengemeinschaft Sicherheitspolitik e. V.: DSS-Arbeitspapiere, Heft 95, Dresden 2009, ISSN 1436-6010, S. 295–297. urn:nbn:de:bsz:14-qucosa2-321515
- (BArch) (DNB) (SLUB) Armee gegen das Volk? Zeitgenössische Studie mit Dokumenten zur Einsatzplanung des Militärs im Innern der DDR (1949–1965/66). Frankfurt am Main, Berlin, Bern, Wien u. a., Lang 2009, ISBN 3-631-59596-4, 152 S.
- (BArch) (DNB) (SLUB) Als Hrsg.: Landesverteidigung und/oder Militarisierung der Gesellschaft der DDR? Kolloquium am 22. Februar 1995 in Potsdam; Protokoll. Trafo-Verlag Weist, Berlin 1995, ISBN 3-89626-090-1, 138 Blatt.
- (BArch) (DNB) Günther Glaser, Werner Knoll (Hrsg.): Zur Sicherung der Seegrenze der DDR. Protokoll der öffentlichen Anhörung der Alternativen Enquetekommission „Deutsche Zeitgeschichte“ am 22. Januar 1994 in Rostock, Trafo-Verlag Weist, Berlin 1997, ISBN 3-89626-097-9, 88 S.

### Beiträge zur Landesverteidigung in der Koalition (1966–1985)
- Mit Anderen: Armee für Frieden und Sozialismus. Geschichte der Nationalen Volksarmee. Militärverlag der DDR, Berlin 1985.
- (BArch) (DNB) (SLUB) Mit Anderen (Hrsg.): Die NVA in der sozialistischen Verteidigungskoalition. Auswahl von Dokumenten und Materialien 1955/56 bis 1981. In: Militärgeschichtliches Institut der DDR (Hrsg.): Schriften des MGI, Militärverlag der DDR, 1. Auflage, Berlin 1982, 490 S.
- (SLUB) Mit Anderen als (Hrsg.): Militärpolitik für Sozialismus und Frieden. Grundfragen der Politik der SED zum militärischen Schutz der revolutionären Errungenschaften und des Friedens von der Gründung der DDR bis zur Gestaltung der entwickelten sozialistischen Gesellschaft. In: Serie Politik und Landesverteidigung, Militärverlag der DDR, Berlin 1976, 170 S.
- (BArch) (DNB) Zur Entwicklung der militärischen Einzelleitung in den kasernierten Volkspolizeiformationen und in der Nationalen Volksarmee 1949–1960. Leipzig 1969.
- Mit Anderen (als Leiter): Militärpolitik für Vaterland, Frieden, Sozialismus. Über die Politik der SED und der Staatsführung zur Sicherung des militärischen Schutzes der Deutschen Demokratischen Republik. Als Manuskript gedruckt, Potsdam 1966.

## Publikationen zur Sicherheitspolitik in der SBZ (1994–2001)
- (SLUB) (SÄBI) Darüber wurde „von Johanngeorgenstadt bis Zwickau“ gesprochen – aber auch in Berlin. Eine Dokumentation über ein regionales Ereignis am 5. September 1949 und seine macht- und sicherheitspolitische Relevanz. In: Beiträge zur Geschichte der Arbeiterbewegung, Band 43, Berlin 2001, ISSN 0942-3060, S. 118–147.
- „Niemand von uns wollte wieder eine Uniform anziehen.“ Konflikte in der Kasernierten Volkspolizei (Mitte 1948 bis Anfang 1952). In: Evemarie Badstübner (Hrsg.): Befremdlich anders. Leben in der DDR. Mit einer Nachbetrachtung von Dietrich Mühlberg, o. O. 2000.
- Es gab nicht allein das offizielle Konzept. Sicherheits- und militärpolitisches Andersdenken in der Sowjetischen Besatzungszone Deutschlands 1948/49. In: Beiträge zur Geschichte der Arbeiterbewegung, Band 2, Berlin 1999, ISSN 0942-3060.
- (BArch) (DNB) (SLUB) Mit Anderen als (Hrsg.): „Reorganisation der Polizei“ oder getarnte Bewaffnung der SBZ im Kalten Krieg? Dokumente und Materialien zur sicherheits- und militärpolitischen Weichenstellung in Ostdeutschland 1948/49. Mit einer Einleitung von Günther Glaser, wissenschaftliche und technische Mitarbeit: Regina und Werner Knoll. Frankfurt am Main, Lang, 1995, ISBN 3-631-47308-7, 413 S.
- (BArch) (SLUB) „Neuregelung der Polizeifragen“ oder getarnte Bewaffnung der SBZ im Kalten Krieg? Nachdenken über Probleme und Wirkungen der sicherheits- und militärpolitischen Veränderungen in Ostdeutschland 1948/49. In: Forscher- und Diskussionskreis DDR-Geschichte, Helmut Meier (Hrsg.): Hefte zur DDR-Geschichte, Nr. 22, Berlin 1994, 59 S.

## Publikationen zur Biografie und Historiografie

### Publikationen zur Biografie (2003–2010)
- (BArch) Erlebtes und Gelerntes. Lebenserinnerungen. Bundesarchiv o. J., Berlin-Lichterfelde, BArch N 913 Glaser, Günther. URL:
- Bei Anderen: Biografische Daten zu Günther Glaser:
  - Biografische Daten: Günther Glaser. In: Deutsche in der Résistance, in den Streitkräften der Antihitlerkoalition und der Bewegung „Freies Deutschland“. 2003. URL: 
  - Visitenkarten der DSS-Mitglieder. Günther Glaser. In: Für Entmilitarisierung der Sicherheit. 20 Jahre Dresdener Studiengemeinschaft Sicherheitspolitik e. V. (DSS). (Hrsg.) Dresdener Studiengemeinschaft Sicherheitspolitik (DSS) e. V: DSS-Arbeitspapiere, Heft 100, Dresden 2010, S. 151. urn:nbn:de:bsz:14-qucosa2-327018

### Zeittafel zur Militärgeschichte (1965)
- (BArch) (DNB) (SLUB) Mit Anderen als (Hrsg.): Zeittafel militärpolitischer und militärischer Ereignisse 1945 bis 1964. Institut für Deutsche Militärgeschichte, Potsdam, Deutscher Militärverlag, 1.–5. Tsd., Berlin 1965, 191 S.